# Bahnstrecke Kryoneri–Agrinio
| Empfangsgebäude in Agrinio |                     |                    |                    |
| Streckenlänge: | 61,4 km             |                    |                    |
| Spurweite: | 1000 mm (Meterspur) |                    |                    |
| |                     |                    |                    |
| \| \| \| von Patras \| \| \| \| \| Kryoneri \| \| \| \| 5,2 \| Galatas \| Galatas \| \| \| 5,5 \| Perithori \| Perithori \| \| \| 7,3 \| Evinochori \| Evinochori \| \| \| 13,1 \| Karkania \| Karkania \| \| \| 17,1 \| Mesolongi \| Mesolongi \| \| \| 20,5 \| Mesokambos \| Mesokambos \| \| \| 21,5 \| Agiannaki \| Agiannaki \| \| \| 26,9 0,0 \| Etoliko \| Etoliko \| \| \| \| \| \| \| \| \| Lagune von Etoliko \| \| \| \| 1,3 \| Etoliko Ville \| Etoliko Ville \| \| \| \| Lagune von Etoliko \| \| \| \| \| Neochori \| \| \| \| 11,1 \| Katochi \| Katochi \| \| \| 37,7 \| Stamna \| Stamna \| \| \| 46,5 \| Angelokastro \| Angelokastro \| \| \| 2,0 \| Acheloos \| Acheloos \| \| \| \| \| \| \| \| 0,0 50,7 \| Kalyvia \| Kalyvia \| \| \| 53,7 \| Platanos \| Platanos \| \| \| 58,8 \| Dokimi \| Dokimi \| \| \| 61,4 \| Agrinio \| Agrinio \| |                     |                    |                    |
| Eisenbahnfähre (Strecke außer Betrieb) |                     | von Patras         | von Patras         |
| Kopfbahnhof Streckenanfang (Strecke außer Betrieb) |                     | Kryoneri           | Kryoneri           |
| Haltepunkt / Haltestelle (Strecke außer Betrieb) | 5,2                 | Galatas            | Galatas            |
| Haltepunkt / Haltestelle (Strecke außer Betrieb) | 5,5                 | Perithori          | Perithori          |
| Bahnhof (Strecke außer Betrieb) | 7,3                 | Evinochori         | Evinochori         |
| Haltepunkt / Haltestelle (Strecke außer Betrieb) | 13,1                | Karkania           | Karkania           |
| Bahnhof (Strecke außer Betrieb) | 17,1                | Mesolongi          | Mesolongi          |
| Haltepunkt / Haltestelle (Strecke außer Betrieb) | 20,5                | Mesokambos         | Mesokambos         |
| Haltepunkt / Haltestelle (Strecke außer Betrieb) | 21,5                | Agiannaki          | Agiannaki          |
| Bahnhof (Strecke außer Betrieb) | 26,9 0,0            | Etoliko            | Etoliko            |
| Abzweig geradeaus und nach links (Strecke außer Betrieb) · Strecke von rechts (außer Betrieb) |                     |                    |                    |
| Strecke (außer Betrieb) · Brücke über Wasserlauf (Strecke außer Betrieb) |                     | Lagune von Etoliko | Lagune von Etoliko |
| Strecke (außer Betrieb) · Haltepunkt / Haltestelle (Strecke außer Betrieb) | 1,3                 | Etoliko Ville      | Etoliko Ville      |
| Strecke (außer Betrieb) · Brücke über Wasserlauf (Strecke außer Betrieb) |                     | Lagune von Etoliko | Lagune von Etoliko |
| Strecke (außer Betrieb) · Bahnhof (Strecke außer Betrieb) |                     | Neochori           | Neochori           |
| Strecke (außer Betrieb) · Kopfbahnhof Streckenende (Strecke außer Betrieb) | 11,1                | Katochi            | Katochi            |
| Bahnhof (Strecke außer Betrieb) | 37,7                | Stamna             | Stamna             |
| Bahnhof (Strecke außer Betrieb) | 46,5                | Angelokastro       | Angelokastro       |
| Strecke (außer Betrieb) · Kopfbahnhof Streckenanfang (Strecke außer Betrieb) | 2,0                 | Acheloos           | Acheloos           |
| Abzweig geradeaus und von links (Strecke außer Betrieb) · Strecke nach rechts (außer Betrieb) |                     |                    |                    |
| Bahnhof (Strecke außer Betrieb) | 0,0 50,7            | Kalyvia            | Kalyvia            |
| Bahnhof (Strecke außer Betrieb) | 53,7                | Platanos           | Platanos           |
| Bahnhof (Strecke außer Betrieb) | 58,8                | Dokimi             | Dokimi             |
| Kopfbahnhof Streckenende (Strecke außer Betrieb) | 61,4                | Agrinio            | Agrinio            |

Die Bahnstrecke Kryoneri–Agrinio war eine Bahnstrecke im heutigen Regionalbezirk Ätolien-Akarnanien.

## Geografische Lage
Die Griechische Nordwestbahn war ein Inselbetrieb zwischen den Endbahnhöfen Kryoneri und Agrinio. Nachträglich wurden noch zwei Zweigstrecken angefügt. Betriebsmittelpunkt mit Bahnbetriebswerk war Mesolongi.
Die Strecke nahm ihren Ausgang am Hafen von Kryoneri am Nordufer des Golf von Korinth. Von hier bestand ein Trajekt für Güterwagen von und nach Patras.

## Rechtsträger
Die ursprüngliche Trägergesellschaft, Sidirodromi Voriodytikis Ellados (SVDE, auch: SVE), war die erste griechische Staatsbahn. Sie wurde 1953 von der Sidirodromi Pireos–Athinon–Peloponnissou (SPAP) übernommen. Diese wiederum ging 1956 in der Sidirodromi Ellinikou Kratous (SEK), der griechischen Staatsbahn, auf, die seit 1971 unter Organismos Sidirodromon Ellados (OSE) firmiert.

## Geschichte
Die Stammstrecke beruht auf zwei Konzessionen, die die SVDE 1887 und 1890 erhielt.
Eröffnungsdaten
- Mesolongi–Agrinio: 1890 (Konzession von 1887)
- Mesolongi–Kryoneri: 1891 (Konzession von 1890)
- Kalyvia–Acheloos: 1892[4] oder 1896[5]
- Etoliko–Katochi: 1912, 1940 stillgelegt

Ende
Der Betrieb wurde am 5. August 1970 eingestellt. Dazu trug auch bei, dass die Fähre Rio–Andirrio eine viel kürzere Überfahrt bot als das Trajekt und der Eisenbahngüterverkehr – hier noch kompliziert durch das Trajektieren der Güterwagen – zunehmend auf die Straße verlagert wurde. Letztendlich wird die Meerenge seit 2004 von der Rio-Andirrio-Brücke überspannt.
Ab 1996 wurden die Strecke ganz oder abschnittweise wieder in Stand gesetzt. Die Arbeiten wurden 2004 eingestellt, ohne dass es zur Wiederaufnahme des Betriebs gekommen wäre. Zeitweilig gab es Planungen, die Strecke im Rahmen der Transeuropäischen Netze in Normalspur auszubauen und bis Ioannina zu verlängern.

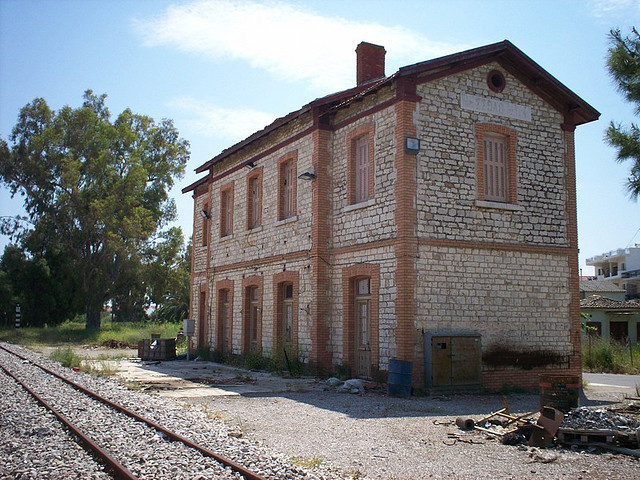
Bahnhof Mesolongi
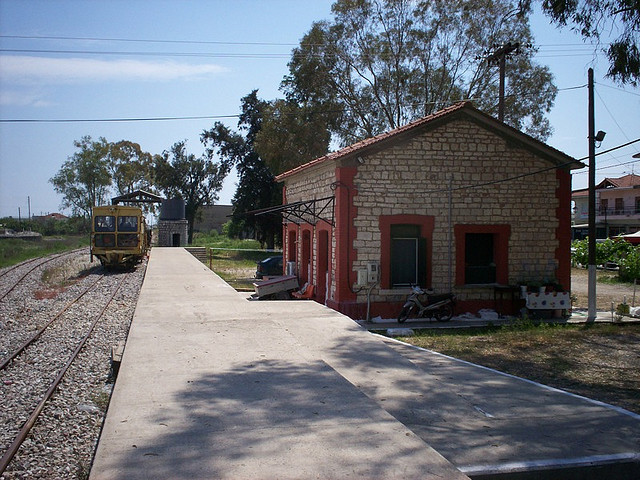
Bahnhof Etoliko
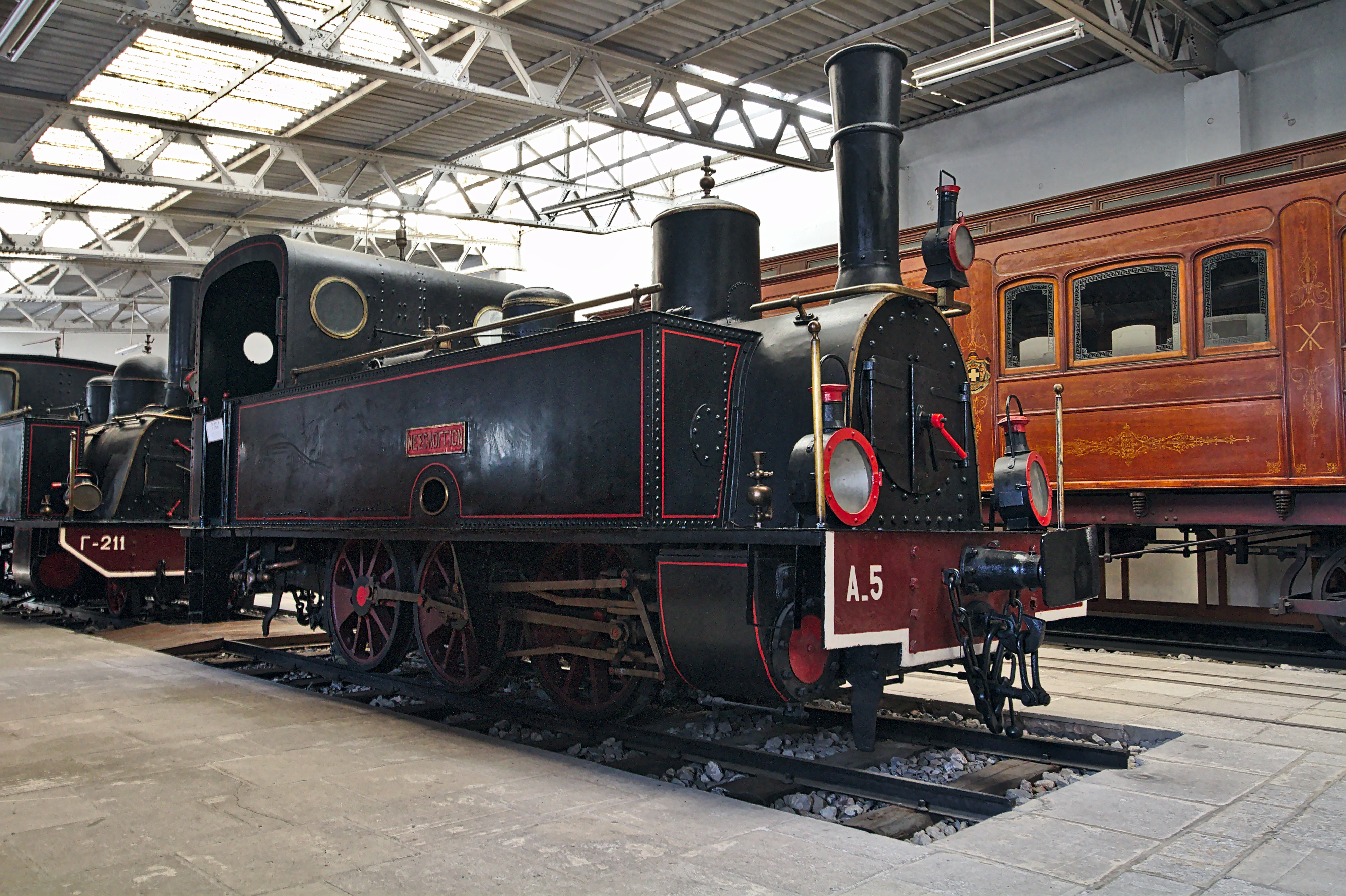
Die Lokomotive A.5 ist als älteste erhaltene Dampflokomotive Griechenlands im Eisenbahnmuseum Athen ausgestellt.

## Technische Parameter
Alle Strecken der griechischen Nordwestbahn waren als Schmalspurbahn in Meterspur gebaut und 61 km lang.

## Wissenswert
Das aufgelassene Empfangsgebäude des Bahnhofs Mesolongi wurde zu einem Kulturzentrum umgebaut.